# Мэй, Джонни
Джонатан Джеймс «Джонни» Мэй (англ. Jonathan James "Johnny" May, родился 1 апреля 1990 года) — английский регбист, винг клуба «Глостер» (выступал за него в 2009—2017 годах, вернулся в 2020 году). Серебряный призёр чемпионата мира 2019 года в составе сборной Англии.

## Ранние годы
Уроженец города Числдон. Учился в школе Святого Франциска, в школе Риджуэй и колледже Хартпери, где играл за регбийную команду колледжа. Тренером регбийного клуба был валлиец Аллан Льюис, одноклубником Мэя был ещё один винг, валлиец Алекс Катберт. Регбийную карьеру начинал в клубе «Ройял Вуттон Бассет», позже учился в университете Бата. Помимо регби, Джонни занимался гимнастикой, лёгкой атлетикой, баскетболом и футболом: особое внимание он уделял прыжкам с шестом, выиграв чемпионаты Англии среди юношей до 13 и до 15 лет; в чемпионате среди английских школ вошёл в Топ-10.

## Клубная карьера
Дебют Джонни в профессиональном регби состоялся после поступления Мэя в академию клуба «Глостер», 15 августа 2009 года в предсезонном матче за клуб «Глостер» против команды «Бат» (Джонни вышел в стартовом составе). Через неделю в матче против «Коннахта» он занёс свою попытку, выйдя на замену. В матче Кубка Хейнекен того сезона против «Ньюпорт Гвент Дрэгонс» он совершил полноценный официальный дебют, выйдя на замену вместо Чарли Шарплса, ознаменовав своё закрепление в команде, а через месяц вышел играть против «Уоспс» на позиции винга в Англо-валлийском кубке. 20 февраля 2010 года в игре против «Лестер Тайгерс» на стадионе «Уэлфорд Роуд» заменил в конце матча повредившего ногу Элиота Фуимаоно-Саполу, занеся свою дебютную в чемпионате Англии попытку. В конце сезона он сыграл ещё по матчу в стартовом составе против «Уоспс» и «Нортгемптон Сэйнтс». Параллельно играл и за клуб «Мозли» в том сезоне.
В январе 2012 года Мэй был вызван во вторую сборную Англии, что отметил в домашнем матче Кубка Хейнекен против «Тулузы», занеся две попытки. За вторую сборную Англии провёл матчи против шотландцев и ирландцев. В марте 2012 года получил приз лучшему новичку сезона по версии LV=; также стал обладателем приза лучшему дебютанту «Глостера» сезона 2011/2012 и приза за лучшую попытку чемпионата Англии, занесённую в матче против «Харлекуинс». В декабре Мэй продлил ещё на два года контракт с «Глостером» до конца сезона 2014/2015, продлив контракт ещё раз 24 октября 2014 года.
В 2017 году было объявлено об обмене Мэя на Эда Слэйтера из «Лестер Тайгерс». Выступления в составе «Лестера» Мэй начал с занесения 9 попыток в первых 8 встречах и приза лучшему игроку месяца. В апреле 2020 года после трёх месяцев Мэй объявил о возвращении в команду «Глостер» и согласовании долгосрочного контракта.

## Карьера в сборной
В июне 2012 года Мэй был вызван в сборную Англии накануне турне англичан по Южной Африке: в игре против клуба «Шаркс» из Супер Регби он занёс две попытки, принеся победу англичанам 57:31. 15 июня 2013 года состоялся его дебют в тест-матче против Аргентины (втором в серии), в котором англичане победили 51:26. 9 января 2014 года Мэй был вызван в сборную перед Кубком шести наций, сыграв все пять матчей в стартовом составе на турнире.
Выступал на Кубках мира по регби 2015 и 2019 годов. В 2017 году участвовал в матче сборной Англии против клуба «Барбарианс» на «Туикенеме». В 2019 году на Кубке мира в Японии в игре против Аргентины отметился попыткой (победа 39:10).

### Попытки за сборную
| Номер попытки | Противник      | Стадион                  | Турнир                          | Дата             | Исход     | Счёт  |
| ------------- | -------------- | ------------------------ | ------------------------------- | ---------------- | --------- | ----- |
| 1             | Новая Зеландия | Туикенем, Лондон         | Осенние товарищеские матчи      | 8 ноября 2014    | Поражение | 21:24 |
| 2             | Самоа          | Туикенем, Лондон         | Осенние товарищеские матчи      | 22 ноября 2014   | Победа    | 28:9  |
| 3             | Самоа          | Туикенем, Лондон         | Осенние товарищеские матчи      | 22 ноября 2014   | Победа    | 28:9  |
| 4             | Франция        | Туикенем, Лондон         | Контрольные матчи перед ЧМ-2015 | 15 августа 2015  | Победа    | 19:14 |
| 5             | Ирландия       | Туикенем, Лондон         | Контрольные матчи перед ЧМ-2015 | 5 сентября 2015  | Победа    | 21:13 |
| 6             | Уэльс          | Туикенем, Лондон         | Чемпионат мира 2015             | 26 сентября 2015 | Поражение | 25:28 |
| 7             | ЮАР            | Туикенем, Лондон         | Осенние товарищеские матчи      | 12 ноября 2016   | Победа    | 37:21 |
| 8             | Аргентина      | Туикенем, Лондон         | Осенние товарищеские матчи      | 26 ноября 2016   | Победа    | 27:14 |
| 9             | Аргентина      | Бисентенарио, Сан-Хуан   | Турне по Аргентине 2017 года    | 10 июня 2017     | Победа    | 38:34 |
| 10            | Австралия      | Туикенем, Лондон         | Осенние тест-матчи              | 18 ноября 2017   | Победа    | 30:6  |
| 11            | Уэльс          | Туикенем, Лондон         | Кубок шести наций 2018          | 10 февраля 2018  | Победа    | 12:6  |
| 12            | Уэльс          | Туикенем, Лондон         | Кубок шести наций 2018          | 10 февраля 2018  | Победа    | 12:6  |
| 13            | Франция        | Стад де Франс, Сен-Дени  | Кубок шести наций 2018          | 10 марта 2018    | Поражение | 16:22 |
| 14            | Ирландия       | Туикенем, Лондон         | Кубок шести наций 2018          | 17 марта 2018    | Поражение | 15:24 |
| 15            | ЮАР            | Эллис Парк, Йоханнесбург | Турне по ЮАР 2018 года          | 9 июня 2018      | Поражение | 39:42 |
| 16            | ЮАР            | Фри-Стейт, Блумфонтейн   | Турне по ЮАР 2018 года          | 16 июня 2018     | Поражение | 12:23 |
| 17            | ЮАР            | Ньюлендс, Кейптаун       | Турне по ЮАР 2018 года          | 23 июня 2018     | Победа    | 25:10 |
| 18            | Австралия      | Туикенем, Лондон         | Осенние тест-матчи 2018         | 24 ноября 2018   | Победа    | 37:18 |
| 19            | Ирландия       | Авива, Дублин            | Кубок шести наций 2019          | 2 февраля 2019   | Победа    | 32:20 |
| 20            | Франция        | Туикенем, Лондон         | Кубок шести наций 2019          | 10 февраля 2019  | Победа    | 44:8  |
| 21            | Франция        | Туикенем, Лондон         | Кубок шести наций 2019          | 10 февраля 2019  | Победа    | 44:8  |
| 22            | Франция        | Туикенем, Лондон         | Кубок шести наций 2019          | 10 февраля 2019  | Победа    | 44:8  |
| 23            | Италия         | Туикенем, Лондон         | Кубок шести наций 2019          | 9 марта 2019     | Победа    | 57:14 |
| 24            | Шотландия      | Туикенем, Лондон         | Кубок шести наций 2019          | 16 марта 2019    | Ничья     | 38:38 |
| 25            | Аргентина      | Адзиномото, Токио        | Чемпионат мира по регби 2019    | 5 октября 2019   | Победа    | 39:10 |
| 26            | Австралия      | Сёва Дэнко Оита, Оита    | Чемпионат мира по регби 2019    | 19 октября 2019  | Победа    | 40:16 |
| 27            | Австралия      | Сёва Дэнко Оита, Оита    | Чемпионат мира по регби 2019    | 19 октября 2019  | Победа    | 40:16 |
| 28            | Франция        | Стад де Франс, Сен-Дени  | Кубок шести наций 2020          | 2 февраля 2020   | Ничья     | 17:24 |
| 29            | Франция        | Стад де Франс, Сен-Дени  | Кубок шести наций 2020          | 2 февраля 2020   | Ничья     | 17:24 |

### Статистика по тест-матчам
| Противник      | Игры | Выигрыши | Ничьи | Поражения | Попытки | Реализации | Штрафные | Дроп-голы | Очки | Процент побед |
| -------------- | ---- | -------- | ----- | --------- | ------- | ---------- | -------- | --------- | ---- | ------------- |
| Австралия      | 6    | 5        | 0     | 1         | 4       | 0          | 0        | 0         | 20   | 83.33         |
| Аргентина      | 5    | 5        | 0     | 0         | 3       | 0          | 0        | 0         | 15   | 100           |
| Ирландия       | 5    | 4        | 0     | 1         | 3       | 0          | 0        | 0         | 15   | 80            |
| Италия         | 6    | 6        | 0     | 0         | 1       | 0          | 0        | 0         | 5    | 100           |
| Новая Зеландия | 4    | 1        | 0     | 3         | 1       | 0          | 0        | 0         | 5    | 25            |
| Самоа          | 2    | 2        | 0     | 0         | 2       | 0          | 0        | 0         | 10   | 100           |
| Тонга          | 1    | 1        | 0     | 0         | 0       | 0          | 0        | 0         | 0    | 100           |
| Уэльс          | 6    | 4        | 0     | 2         | 3       | 0          | 0        | 0         | 15   | 66.67         |
| Фиджи          | 1    | 1        | 0     | 0         | 0       | 0          | 0        | 0         | 0    | 100           |
| Франция        | 5    | 3        | 0     | 2         | 7       | 1          | 0        | 0         | 37   | 60            |
| Шотландия      | 4    | 2        | 1     | 1         | 1       | 0          | 0        | 0         | 10   | 50            |
| ЮАР            | 7    | 3        | 0     | 4         | 4       | 0          | 0        | 0         | 20   | 42.86         |

## Стиль игры
Гибкий винг, обладающий высокой скоростью и умением завершать атаки попытками.